# Mimetus tillandsiae
Espèce
Mimetus tillandsiae est une espèce d'araignées aranéomorphes de la famille des Mimetidae.

## Distribution
Cette espèce est endémique des États-Unis. Elle se rencontre en Alabama et en Floride.

## Publication originale
- Archer, 1941 : Alabama spiders of the family Mimetidae. Papers of the Michigan Academy of Science, Arts and Letters, vol. 27, p. 183-193.